# 1845 Helewalda
1845 Helewalda este un asteroid din centura principală, descoperit pe 30 octombrie 1972 de Paul Wild.